# Дитячий будинок сімейного типу
Дитячий будинок сімейного типу — окрема сім'я, що створюється за бажанням подружжя або окремої особи, яка не перебуває у шлюбі, які беруть на виховання та спільне проживання не менш як 5 дітей-сиріт і дітей, позбавлених батьківського піклування.. Загальна кількість дітей у дитячому будинку сімейного типу не повинна перевищувати 10 осіб, враховуючи рідних.
На виховання і спільне проживання дітей-сиріт і дітей, позбавлених батьківського піклування беруть батьки. Діти перебувають у дитячому будинку сімейного типу до досягнення 18-річного віку, а в разі продовження навчання — до 23 років або до закінчення навчання.
Дитячі будинки сімейного типу створюються з метою забезпечення належних умов для виховання в сімейному оточенні дітей-сиріт і дітей, позбавлених батьківського піклування.

## Історія
Суспільство зобов'язане створити умови для підтримки соціально незахищених категорій дітей, не ізолювати їх від соціуму, а інтегрувати у нього через пріоритетність в соціальній політиці саме сімейних форм допомоги дітям-сиротам. Ці положення зафіксовані і в міжнародних документах (Конвенція ООН про права дитини, Декларація прав дитини, Всесвітня декларація про забезпечення виживання захисту і розвитку дітей тощо).
Освітня систему дитячих містечок SOS-Kinderdorf створив австрійський педагог, лікар Герман Гмайнер. У 1949 за його ініціативою у місті Імст був зведений перший будинок для дітей, позбавлених батьківського піклування. З часом ця система поширилась на переважну більшість країн світу.
У Радянському Союзі в 1988 році була прийнята постанова Ради Міністрів СРСР «Про створення дитячих будинків сімейного типу», яка юридично закріпила нову форму сімейного влаштування. Ця постанова передбачала створення дві соціально-виховні структури утримання дітей:
- дитячі містечка із одноквартирних багатокімнатних будинків для проживання сімей, що виховують понад 10 дітей-сиріт та дітей, позбавлених батьківського піклування;
- окремі сім'ї, що виховують не менше 5 дітей-сиріт та проживають у багатокімнатних окремих квартирах, спеціалізованих будинках.

Під час впровадження цієї постанови виникли проблеми з створенням дитячих містечок у педагогічному плані. Проте відмова від поширення практики дитячих містечок, передусім, була пов'язана з проблемами економічного характеру.
Друга форма дитячих будинків сімейного типу набула досить широкого впровадження.

### В Україні
Початок створення дитячих будинків сімейного типу в Україні припадає на 1988 рік. У 2000 році існував вже 91 такий дитячий будинок у 22 областях, Автономній Республіці Крим та м. Севастополі, а у 2005 — 128.
Державна підтримка сімейних форм влаштування дітей-сиріт стимулювала суттєвий розвиток цього соціального інституту -станом на 1 січня 2009 року в Україні діяло 400 дитячих будинків сімейного типу, в яких виховувалося 2609 дітей.

## Законодавче регулювання в України статусу дитячих будинків сімейного типу
Основою правового регулювання функціонування дитячих будинків сімейного типу в Україні є статті 256-5, 256-6 і 256-7 Сімейного кодексу України, Постанова Кабінету Міністрів України від 26 квітня 2002 р. № 564 Про затвердження Положення про дитячий будинок сімейного типу та інші правові акти.
Згідно з законодавством, будинок сімейного типу в Україні створюється районними (міськими) державними адміністраціями. Держава надає сім'ї, яка бере на виховання дітей, фінансову та соціальну підтримку. Між батьками-вихователями та органом, який ухвалив рішення про створення дитячого будинку сімейного типу, на основі типового договору укладається договір про організацію діяльності дитячого будинку сімейного типу.
У дитячому будинку сімейного типу один із батьків (зазвичай, мати) не працює і займається вирішенням справ великої родини, тому передбачено здійснення загальнообов'язкового державного соціального страхування та збору на обов'язкове державне пенсійне страхування батьків-вихователів. Орган виконавчої влади виділяє грошові виплати на утримання вихованців, надає всіляку допомогу сім'ї, виплачує батькам-вихователям грошову винагороду. Разом з тим представники органів виконавчої влади періодично перевіряють умови виховання, утримання дитини, і якщо вони не виконуються, мають право розірвати угоду з батьками-вихователями. Батьки-вихователі отримують права опікунів або піклувальників без спеціальних на те повноважень.
Вихованці дитячого будинку сімейного типу не отримують нових сімейних правовідносин, вони мають право підтримувати особисті контакти з батьками та іншими родичами, якщо це не суперечить їхнім інтересам і не заборонено рішенням суду. Вони не втрачають статусу дитини-сироти та дитини, позбавленої батьківського піклування, за ними залишаться пільги, які гарантуються державою таким дітям (отримання та збереження житлової площі та майна, влаштування на навчання тощо).
На дітей-вихованців дитячих будинків сімейного типу щомісячно виділяється державна соціальна допомога. Якщо дитина отримує пенсію, аліменти, стипендію, державну допомогу, то розмір соціальної допомоги визначається як різниця між передбаченою соціальною допомогою і загальними виплатами на дитину.